# Фондоёмкость
Фондоёмкость — экономический показатель, который показывает величину стоимости основных фондов, приходящуюся на единицу продукции, выпущенную предприятием, является обратным показателем фондоотдачи. Данный показатель служит для определения эффективности использования основных фондов предприятия. 
стоимость основных фондов на выручку

## Определение
Согласно БСЭ фондоёмкость — это стоимость производственных основных фондов (основного капитала) на единицу продукции, характеризует потребность в основных производственных фондах для обеспечения производства единицы продукции или выполнения единицы объёма работ как отношение стоимости основных производственных фондов предприятия к стоимости валовой продукции, производимой за период, является обратным показателем фондоотдаче.
Показатель фондоёмкости применяется при экономическом анализе, обосновании планов производства и капитального строительства по отдельным отраслям (производствам) и предприятиям (объединениям).

## Формула
Показатель фондоёмкости рассчитывается по следующей формуле:
Показатель является обратным к показателю фондоотдачи:

## Виды фондоёмкости
Различают следующие виды показателя:
- прямая фондоёмкость — отношение основных производственных фондов к объёму производства в денежном выражении;
- полная фондоёмкость — отношение всех основных средств (в том числе косвенно участвовавших в производстве данной продукции) к объёму производства в денежном выражении.

## История
Впервые показатели полной фондоёмкости были рассчитаны при разработке отчётного межотраслевого баланса основных фондов народного хозяйства в СССР за 1966 год.